# DVB-H
DVB-H of Digital Video Broadcasting - Handhelds is een standaard voor digitale televisie, speciaal bedoeld voor draagbare apparaten, zoals mobiele telefoons en pda's. Het is een onderdeel van de DVB-standaard. Een vergelijkbare techniek is T-DMB.

## Technische uitleg

Structuur van een DVB-H-frame

DVB-H verschilt niet zoveel van DVB-T, toch zijn er enkele verschillen noodzakelijk om het comfort van de gebruiker te verhogen.
In plaats van gebruik te maken van een constante datatransmissie zoals bij DVB-T, gaat men bij DVB-H gebruikmaken van data-bursts. Elke burst mag maximaal twee megabit aan gegevens bevatten (inclusief pariteitsbits). Er zijn 64 pariteitsbits voor elke 191 bits beschermd door de Reed-Solomoncode. Door dit toe te passen kan er tot 90% van de batterij worden gespaard omdat de aan/uit-tijden van de ontvanger worden beperkt. Deze techniek noemt men time slicing.

## Geschiedenis
DVB-H is vanaf 2005 getest met proefuitzendingen in Nederland, Vlaanderen, Finland, Duitsland en de Verenigde Staten (Pittsburgh). Met deze techniek is het mogelijk op mobiele telefoons of pda's televisiebeelden of multimedia te ontvangen. Aangezien het een broadcasttechniek is zou het gratis aangeboden kunnen worden, maar meer waarschijnlijk is dat telecombedrijven het voor een vaste kostprijs aan zullen bieden. Er wordt ook op andere wijze commercieel televisie op een mobiele telefoon aangeboden (door o.a. Proximus), dit is op basis van andere technologie: EDGE of UMTS.

## Geen toekomst
In februari 2008 heeft KPN in Nederland de mediarechten verkregen voor het delen van DVB-H maar zal deze op 1 juni 2011 weer inleveren. Op deze dag stop het bedrijf met DVB-H. Volgens KPN is ‘DVB-H uiteindelijk niet de wereldwijde standaard geworden’ voor mobiele televisie.  De frequenties van het DVB-H netwerk zullen worden gebruikt voor uitbreiding van het Digitenne pakket (DVB-T).

## Ingebruikname in Nederland
Medio 2008 is de DVB-H-standaard in Nederland in gebruik (Europees kampioenschap voetbal 2008) voor daadwerkelijke uitzendingen. Er worden tien tv-programma's uitgezonden, waaronder Nederland 1 en 3. Op de volgende locaties staan zenders opgesteld:
| Kanaal        | Zenders |
| ------------- | --- |
| UHF-kanaal 25 | Groningen, Smilde |
| UHF-kanaal 27 | Alkmaar, Almere, Alphen aan den Rijn, Amsterdam (2), Den Haag (2), Dordrecht, Gorinchem, Haarlem, Heerlen, Hillegom, Hilversum, Krimpen aan den IJssel, Lopik, Maarssen, Maastricht, Nieuw Beijerland, Oegstgeest, Oostvoorne, Purmerend, Roermond, Rotterdam (2), Sittard, Sliedrecht, Vlaardingen, Wijk aan Zee, Woerden, Wormer, Zoetermeer |
| UHF-kanaal 28 | Apeldoorn, Arnhem, Doetinchem, Enschede, Hengelo, Markelo, Veenendaal, Zwolle |
| UHF-kanaal 33 | Den Bosch, Eindhoven (2), Helmond, Loon op Zand, Nijmegen, Oss |
| UHF-kanaal 35 | Goes. |
| UHF-kanaal 44 | Leeuwarden, Lelystad |

De meeste zenders gebruiken de zendantennes van de DVB-T-zendstations.

## Toestellen
De volgende handhelds zijn geschikt voor DVB-H-ontvangst:
- Garmin - nuvi 900T (alleen in Italië)
- Gigabyte - GSmart t600, GSmart q60 (alle met DVB-T, DVB-H, T-DMB en DAB)
- LG - LG U900, KB620, KU950, U960
- Motorola - A680i
- Nokia - 7710, N92, N77, N96, N97, N8
- Samsung - SGH-P910, SGH-P920, SGH-P930, SGH-P940, SGH-P960, SGH-F510
- Philips - HotMAN2
- Sagem - My Mobile TV
- ZTE - N7100
- E-ten - Glofiish V900